# Centre d’archives de la Vrije Universiteit Brussel
 (août 2025).
Le centre d’archives de la Vrije Universiteit Brussel gère une vaste collection patrimoniale en rapport avec l’histoire de la communauté universitaire. On y trouve entre autres des archives de professeurs, de membres du personnel, d’étudiants et de cercles étudiants, de centres de recherche et de services administratifs.
De plus, le centre d’archives apporte son aide à l’administration de la VUB en délivrant conseils et directives en gestion des documents, de conservation des documents vitaux de ces services ; en coordonnant la destruction des documents confidentiels dépourvus de valeur légale, administrative ou historique ; et en mettant à disposition des services les documents qui lui ont été confiés.  
Depuis 2012, le centre d’archives de l’université collabore avec le Centrum voor Vrijzinnig Humanistisch Erfgoed (CVHE), sous la coupole du Centrum voor Academische en Vrijzinnige Archieven (CAVA). Cette structure est établie sur le campus de la VUB à Ixelles.